# 中村信敏
中村 信敏（なかむら のぶとし、1903年（明治36年）1月23日 - 1978年（昭和53年）11月17日）は、日本の法律家。元東京高検刑事部長、退官後、弁護士としてロッキード事件、日通事件等に携わる。妻・榮子は陸軍少将篠原四郎の長女。

## 略歴
1903年（明治36年）、北海道小樽市にて生まれる。1928年（昭和3年）に法政大学法学部を卒業し、司法試験に合格後、検察官に任官し、1931年（昭和6年）9月東京地方裁判所検事に任官される。検察官として中野正剛の逮捕事件、炭鉱国管疑獄事件などに携わる。東京高等検察庁刑事部長などを務め、1951年（昭和26年）退官後、弁護士として、ロッキード事件で児玉誉士夫、日通事件で福島敏行の弁護人を務める。
1978年（昭和53年）11月17日に死去。

## 参考
- 『戦後疑獄』（潮出版社、1968）
- 『昭和物故人名録』（日外アソシエーツ、1983）
- 『証言・私の昭和史 第4巻』東京テレビ（文芸春秋、1989）

| スタブアイコン | サブスタブ | この項目は、まだ閲覧者の調べものの参照としては役立たない、人物に関連した書きかけの項目です。この項目を加筆・訂正などしてくださる協力者を求めています（P:人物伝/PJ:人物伝）。 |